# Baltzar Ehrenstolpe
Baltzar Brandenburg, adlad Ehrenstolpe, född 1654 i Stralsund, Svenska Pommern, död 1734 i Bromma socken, Stockholms län, var ett svenskt kansliråd. 

## Biografi

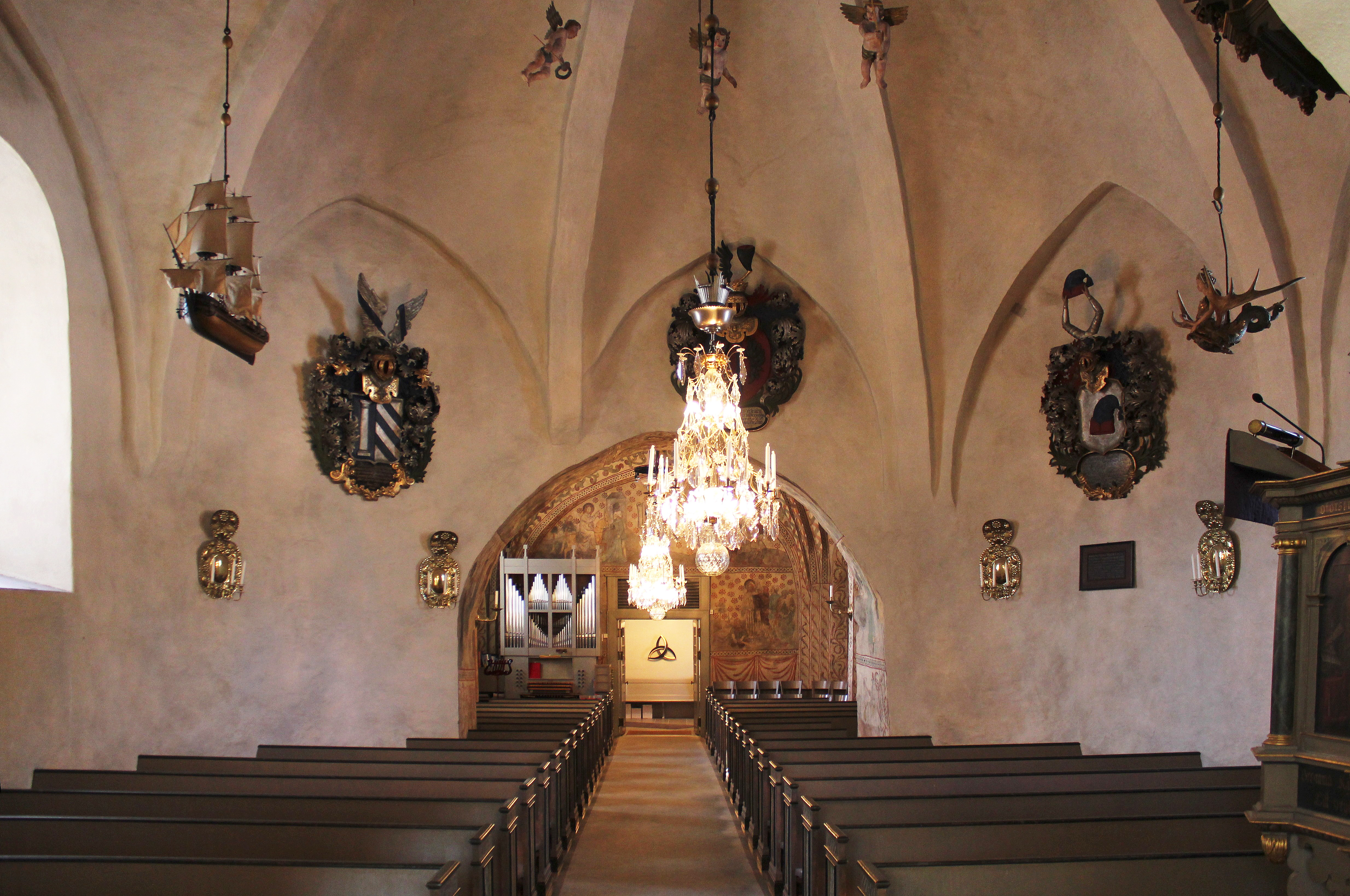
Ehrenstolpes huvudbaner i Bromma kyrka, i valvet till vänster om mittgången.

Baltzar Brandenburgs föräldrar var Baltzar Brandenburg, rådman i Stralsund och Dorotea Buchow. 1681 blev han sekreterare vid kungliga svenska kansliet under Karl XI. Som sådan var han Bengt Gabrielsson Oxenstiernas specielle förtroendeman i kansliet. 1690 utsågs han till geheimeråd till hertigen av Holstein-Gottorp, men i själva verket tjänstgjorde han som holsteinsk chargé d'affaires i Stockholm. Han tillskrevs ett visst inflytande på Sveriges holsteinska orientering.
I mars 1691 adlades han Ehrenstolpe till Ängby. Hans svenska adelskap sammanhängde tydligen även med att han i april samma år gifte sig med lagmansdottern Beata Ehrenfelt, en medlem i den svenska adeln.
År 1692 förvärvade han egendomen Stora Ängby i Bromma socken. Ehrenstolpe hade innan köpet arrenderat godset under några år. Han anses vara byggherre till den huvudbyggnad som stod färdig 1696 och som finns där än idag. Han innehade Stora Ängby till sin död 1734. 
Ehrenstolpe fann sin sista vila i Bromma kyrka. Där begrovs han i eget gravkor som han lät bygga 1694–1695 på platsen för kyrkans fallfärdiga vapenhus. I utbyte skulle han låta uppta en ny ingång i kyrkans västfasad, så finge kyrckjan itt bättre skick. Det Ehrenstolpeska gravkoret revs 1818, men ett huvudbaner i kyrkan erinrar ännu om familjen. 
Banerets renovering bekostades 1756 av sonsonen löjtnant Gustaf Fredrik Ehrenstolpe (1725–1782). Det är skulpterat i trä och målat och bär inskriptionen: "AF KONGL. MAIJTZ TRO-TIENARE, LIEUTENANTEN WÄLB. HERR GUST. FRIED. EHRENSTOLPE Å NYO REPARERADT, DES AFLEDNE FÖRFÄDER TIL ÄREMINNE OCH KYRCAN TIL PRYDNAD ÖFWER FAMILlE GRAFWEN UPSATT, ANNO 1756".
Med Alfred Henrik Baltzar Ehrenstolpe (1837–1896) utslocknade ätten på svärdssidan.

### Familj
Ehrenstolpe gifte sig första gången med Brita Kranck. De fick tillsammans döttrarna Maria Dorotea Ehrenstolpe (1686–1723) som var gift med direktören Johan Paul Heublein och Margareta Ehrenstolpe (född 1689).
Ehrenstolpe gifte sig andra gången 30 april 1691 med Beata Ehrenfelt. Hon var dotter till lagmannen Anders Ehrenfelt och Ingeborg Lind. De fick tillsammans barnen notarien Fredrik Ehrenstolpe (1692–1742), kaptenen Carl Ehrenstolpe (1698–1748), Beata Charlotta Ehrenstolpe (1699–1773) som var gift med översten Axel Patrik Thomson, kaptenen Vilhelm Ehrenstolpe (1700–1766) och Baltzar Ehrenstolpe.